# Dean Richards
Dean Richards (Nuneaton, 11 luglio 1963) è un ex rugbista a 15 e allenatore di rugby a 15 britannico, nazionale inglese, per 15 stagioni terza linea centro del Leicester e titolare in due tour dei British Lions. Fino al 2009 allenatore degli Harlequins, dall’agosto di tale anno scontò una squalifica triennale per essere stato riconosciuto tra i responsabili di una frode sportiva messa in atto per favorire una sostituzione in campo normalmente non permessa; al rientro dalla squalifica è divenuto allenatore dei Newcastle Falcons.

## Biografia
Dopo le scuole superiori trascorse un anno in Francia, in un club rugbystico di Roanne, per poi far ritorno in Inghilterra ed essere ingaggiato dal Leicester. Nei 15 anni trascorsi nel club vinse 2 titoli inglesi e altrettante coppe Anglo-Gallesi, e fu selezionato 48 volte per l'Inghilterra.
Disputò tutte le edizioni del Cinque Nazioni dal 1986 al 1996 tranne quella del 1990, vincendo 4 volte il torneo di cui 3 con il Grande Slam. Prese parte anche alle prime tre edizioni della Coppa del Mondo di rugby, nel 1987 in Australia e Nuova Zelanda, nel 1991 in Inghilterra e nel 1995 in Sudafrica.
Nel 1993 e 1997 fu chiamato per due tour dei British Lions, rispettivamente in Nuova Zelanda e Sudafrica. Cessò l'attività agonistica nel 1997.
Da allenatore condusse per sei stagioni lo stesso Leicester, che guidò alla conquista di quattro titoli nazionali più due Heineken Cup consecutive.
Nel 2004 ebbe una breve parentesi in Francia al Grenoble; nel 2005 assunse la direzione tecnica dei londinesi Harlequins, che nel 2006 vinsero il campionato di seconda divisione e oggi militano in Guinness Premiership.

### Lo scandalo del sangue
Il 12 aprile 2009, durante un incontro dei quarti di finale di Heineken Cup contro il Leinster, vinto 6-5 dalla squadra irlandese, l'avanti degli Harlequins Tom Williams finse un infortunio con una fialetta di sangue allo scopo di permettere il rientro in campo dello specialista Nick Evans; a seguito di ciò l'European Rugby Cup sospese Williams per due anni; Richards, inizialmente fuori dallo scandalo, dovette comunque rassegnare le dimissioni l'8 agosto successivo; una settimana più tardi ricevette un bando europeo di 3 anni, poi esteso a qualsiasi competizione di rugby dall'International Rugby Board.
Dean si disse «sorpreso» della durata del bando (l'accusa era quella di avere tentato di coprire la frode di Williams) anche se, da direttore del team, si era assunto la responsabilità dell'accaduto sebbene si fosse dichiarato estraneo alla macchinazione e non al corrente della stessa.
Tornato dalla squalifica nell'agosto 2012, da tale data è responsabile tecnico dei Newcastle Falcons, retrocesso proprio in tale stagione nel RFU Championship (la seconda divisione inglese).

## Palmarès

### Giocatore
- Premiership: 2
Leicester: 1987-88, 1994-95
- Coppe Anglo-Gallesi: 2
Leicester: 1992-93, 1996-97

### Allenatore
- Premiership: 4
Leicester: 1998-99, 1999-2000, 2000-01, 2001-02
- Heineken Cup: 2
Leicester: 2000-01, 2001-02